# Riodejaneiromyrfågel
Riodejaneiromyrfågel (Cercomacra brasiliana) är en fågel i familjen myrfåglar inom ordningen tättingar.

## Utbredning och systematik
Fågeln förekommer i sydöstra Brasilien (södra Bahia och östra Minas Gerais till Rio de Janeiro). Den behandlas som monotypisk, det vill säga att den inte delas in i några underarter.

## Status
IUCN kategoriserar arten som nära hotad.